# La Plume empoisonnée (téléfilm, 2006)
Pour les articles homonymes, voir La Plume empoisonnée (homonymie).
La Plume Empoisonnée (The Moving Finger) est un téléfilm britannique de la deuxième série télévisée Miss Marple de 2004. Réalisé par Tom Shankland, sur un scénario de Kevin Elyot, l'histoire est inspirée du roman homonyme La Plume empoisonnée d'Agatha Christie publié en 1942.
Ce téléfilm, qui constitue le 6e épisode de la série (2e épisode de la 2e saison), a été diffusé pour la première fois au Royaume-Uni le 12 février 2006 sur le réseau d'ITV.

## Synopsis
Rescapé d'un accident de moto, Jerry Burton se retrouve contraint par sa sœur Joanna de suivre les conseils de son médecin en prenant quelques jours de repos à la campagne. Le frère et la sœur qui pourtant ne jurent que par la ville prennent donc la direction de Lymstock, un petit village anglais supposé tranquille. Pourtant dès leur arrivée, ils ont la surprise d'apprendre qu'un corbeau est en fait à l'œuvre dans le village. Quoique l'objet de certaines lettres semblent être aussi ridicules qu'improbables, d'autres néanmoins se trouvent être d'une redoutable exactitude, au point d'avoir semble-t-il déjà poussé au suicide l'un des habitants, le colonel Appleton, enterré quelques jours avant la venue de Jerry et sa sœur dans le village. Après avoir tous deux été présentés à quelques habitants (dont le prêtre du village Caleb Calthrop et sa femme chez qui séjourne une certaine Jane Marple, Cardew Pye l'organiste de la paroisse ainsi que Dickie et Mona Symmingthon, cette dernière étant alors accompagnée par sa fille Megan Hunter), Jerry a la surprise de recevoir lui aussi une lettre du corbeau. Clamant que Joanna ne serait en fait pas sa sœur, ni l'un ni l'autre ne font particulièrement attention à ces insinuations ridicules, quoique Jerry semble intrigué par ces étranges lettres.
Lors d'une visite de contrôle pour sa jambe chez le médecin du village, le jeune homme apprend du docteur Griffith qu'il a lui aussi reçu une lettre du corbeau l'accusant d'avoir abusé de l'une de ses patientes. De plus, le docteur lui apprend qu'alors qu'ils habitaient dans le Nord, lui et sa sœur Aimee Griffith avaient été témoins d'une histoire similaire, les lettres d'un autre corbeau ayant à l'époque empoisonné toute la région. En quittant le cabinet, Joanna flirte brièvement avec le Dr Owen Griffith.
Le soir même, Jerry et sa sœur sont invités avec la plupart des personnages chez les Symmingthon, l'avocat de la région. Différents cancans s'échangeant à table, Jerry comprend vite que Mona Symmingthon est la commère du village. Cette dernière a eu sa fille Meghan, alors âgée de 20 ans, d'un premier mariage avec un escroc avant d'épouser l'avocat de la région, Dickie Symmingthon, duquel elle a eu deux garçons alors gardés par une jeune gouvernante à demeure, Elsie Holland. Bien que Jerry n'ait pas encore eu l'occasion de discuter avec cette dernière, n'échangeant que quelques regards, il semble être clairement sensible à son charme. De plus, Joanna et lui se lient d'amitié avec Meghan pour qui les deux semblent avoir une profonde affection. Bien qu'ayant atteint la vingtaine, la jeune fille est infantilisée par sa mère qui ne semble pas vraiment l'apprécier, sa fille ainée lui rappelant aux dires de Meghan bien trop son premier mari. Meghan a donc grandi en esprit libre, semblant un peu étrange aux yeux des habitants du village auxquels elle n'a pas vraiment réussi à s'intégrer.
Le lendemain, une nouvelle fracassante fait le tour du village : Mona Symmingthon est morte. La mère de famille aurait reçu une lettre du corbeau insinuant que son second fils n'était pas celui de son mari, Dickie Symmingthon, à la suite de quoi elle aurait ingéré du cyanure dans un accès de démence causé par le choc de ces accusations. Son cadavre a été retrouvé par son mari, très affecté. Avant de se suicider, elle aurait laissé un mot sur un petit morceau de papier déchiré, retrouvé à côté de son cadavre : « Ce n'est plus possible ».
Alors qu'il se rend chez les Symmingthon, Jerry croise brièvement Miss Marple avec qui il évoque le suicide probable de Mona. Persuadée qu'il est suffisamment intelligent pour le faire, Miss Marple l'encourage alors à découvrir par lui-même le fin mot de l'histoire. Arrivé au manoir, non seulement il discute pour la première fois avec Elsie Holland mais en plus, il invite parallèlement Meghan à venir passer quelques jours avec Joanna et lui afin que la jeune fille puisse se remettre de la mort de sa mère. Cette dernière accepte l'invitation avec effusion, désespérée.
Meghan passe donc quelques jours au cottage loué par les frère et sœur Burton. Durant cette période, Jerry semble beaucoup apprécier la compagnie de la jeune fille, se montrant de meilleur humeur et évoquant même par inadvertance —quoiqu'avant de se reprendre— l'éventualité de faire avec elle des projets d'avenir. Un soir, alors qu'il retourne à l'intérieur du cottage pour remplir leurs verres, il a la surprise de trouver le Dr Owen Griffith debout dans le salon, occupé à feuilleter un livre de la bibliothèque. Gêné d'avoir été surpris, ce dernier le referme alors vivement et prétend alors être venu afin d'inviter Joanna à faire un tour. Durant le séjour de Meghan, Aimée Griffith propose de prendre la jeune fille chez elle mais Jerry refuse. Par ailleurs, Aimée avouera qu'elle n'a jamais apprécié Mona Symmingthon qu'elle considérait comme une langue de vipère et confiera plus tard à Jerry que son frère et elle connaissent en fait Dickie Symmingthon depuis longtemps, ce dernier rendant visite à son frère lorsqu'il exerçait dans le Nord et qu'ils y habitaient encore.
De plus, Joanna a la mauvaise surprise de recevoir à son tour une lettre du corbeau. La lettre se voulant plus menaçante que d'ordinaire, Jerry la montre à l'inspecteur chargé de l'enquête. Ce dernier lui révèle que les enveloppes ont été tapées à partir d'une machine à écrire déjà identifiée, un modèle particulier offert plusieurs mois auparavant par le Cabinet Galbraith, Galbraith & Symmingthon au Women's Institut où elle se trouve mise à la disposition de tous. La machine identifiée, l'inspecteur a prévu de l'y replacer tout en la surveillant. Qui plus est, Jerry remarque que l'enveloppe de la lettre reçue par sa sœur a été modifiée : en effet, cette dernière semblait autrefois adressée à Miss Barton (en référence probable à la propriétaire qui leur loue temporairement le cottage et qui l'habite normalement, Emily Barton) au lieu de Miss Burton, le nom de Joanna. Afin de l'adresser à Joanna Burton, la personne a donc tapé un "u" sur le "a" initial. Bien que Jerry et Miss Marple semblent prêter un intérêt à ce détail particulier, l'inspecteur lui ne semble pas y accorder beaucoup d'importance et le mettre sous le coup d'une simple erreur.
Quelques jours plus tard, la petite bulle de bonheur de Jerry est mise à mal par Aimée Griffith qui encourage vivement Meghan à rentrer chez elle, au grand agacement du jeune homme. La jeune fille lui annonce donc son intention de retourner chez elle au moment même où la servante du cottage Partridge lui demande l'autorisation d'inviter Agnès, la servante des Symmingthon qui, de toute évidence perturbée par quelque chose, souhaiterait lui demander conseil. L'esprit ailleurs, Jerry l'autorise donc distraitement à l'inviter au cottage l'après-midi même.
Bougon depuis le départ de Meghan, Jerry se dispute le soir même avec sa sœur. Durant cette dispute, il avouera pour la première fois à demi-mot que son accident de moto était à l'origine une tentative de suicide. Lorsque le frère et la sœur se rabibochent, il notera obscurément que cela fait une semaine que Mme Symmighton est morte et que ce jour correspond au jour de congé hebdomadaire des domestiques.
De son côté, Partridge leur apprend qu'Agnès n'est pas venue au rendez-vous et ne s'en est même pas excusée. Néanmoins, si la vieille dame met cela sur le compte de sa mauvaise éducation, Jerry et Joanna ne semblent pas très convaincus. Le lendemain, Meghan frappe à leur porte et apparait sous une pluie battante : elle a découvert le cadavre d'Agnès planqué sous l'escalier. Jerry se rend donc chez les Symmingthon où sont appelés Miss Marple et l'Inspecteur. Agnès est officiellement le premier meurtre du village, la mort du Colonel Appleton et de Mona Symmingthon ayant été étiquetées comme des suicides. Le trio d'investigateurs conclut à raison qu'Agnès a été tuée parce qu'elle avait remarqué quelque chose d'anormal le jour de la mort de Mona Symmingthon. Bien que ce jour-là elle était de repos comme les autres domestiques de la maison, Agnès était en fait revenue plus tôt, à la suite d'une dispute avec son petit ami. Ce dernier ayant reçu une lettre du corbeau insinuant qu'Agnès irait voir ailleurs, ils s'étaient disputés provoquant ainsi le retour prématuré d'Agnès chez les Symmingthon où elle patienta toute l'après-midi à la fenêtre, attendant qu'il vienne s'excuser.
La lettre qui a conduit au suicide de Mona ayant été déposée directement chez les Symmingthon, sans le concours de la poste, est-il possible qu'Agnès ait ainsi pu assister à son dépôt par le corbeau ? Mais dans ce cas, si elle a vu la personne qui a déposé la lettre, pourquoi ne pas l'avoir dit avant ?
Alors qu'ils discutent, Jerry entend du bruit à l'étage, où il retrouve la ravissante Elsie Holland, bouleversée par le meurtre. Cette dernière exprime son horreur devant le meurtre d'Agnès mais aussi face aux insinuations révoltantes de la lettre reçue par sa patronne. Selon elle, il n'est pas étonnant que ces accusations grotesques aient mené une femme aussi sensible au suicide : Mona aimait son mari, jamais elle ne serait allée voir ailleurs et le benjamin de la famille est assurément le fils de Dickie Symmingthon. Durant cette discussion, Elsie assurera également à Jerry que contrairement aux autres habitants de Lymstock, elle n'a jamais reçu de lettre du corbeau.
Lors de l'enterrement d'Agnès, le petit village est en émoi. Devant l'agacement de Jerry sur son ingérence dans le séjour de Meghan, Aimée avoue avoir demandé à la jeune fille de rentrer au plus vite chez elle pour couper court aux rumeurs qui circulaient dans le village en accusant Elsie Holland de viser à devenir la prochaine Mme Symmingthon. Aimée ne voulait pas laisser la jeune femme seule avec Dickie. Durant l'enterrement, néanmoins, ce dernier hausse la voix et accuse la jeune femme de simuler sa tristesse. Aux dires de Meghan, étant complètement abattu depuis la mort de sa femme, son beau-père aurait confusément insinué que la gouvernante serait peut-être derrière le meurtre d'Agnès.
Lorsqu'ils rentrent de l'enterrement, Jerry remarque que sa sœur s'est beaucoup rapprochée du Dr Griffith. Il découvre également fortuitement que les lettres utilisées pour écrire les lettres anonymes proviennent en fait des livres de la Bibliothèque du cottage qu'il loue avec sa sœur, ceux-là mêmes qu'il avait vus être feuilletés plusieurs jours auparavant par Owen Griffith. En effet, des pages ont été arrachées de plusieurs volumes. Sa logeuse, Emily Barton est convoquée par la police mais rapidement innocentée. En rentrant chez lui, il découvre un mot de Joanna lui demandant de transmettre un message à Owen s'il appelait durant son absence. Elle le charge de l'informer que ce n'est plus possible pour elle d'honorer leur rendez-vous tout en lui proposant un autre jour où elle serait disponible. Pour une raison inconnue, ce mot de Joanna pourtant anodin obsède Jerry. Alors que le jeune homme cède une nouvelle fois à son alcoolisme, il a une discussion avec Miss Marple. Cette dernière qui l'a retrouvé endormi lui avouera qu'il a murmuré un nom de femme durant son sommeil. Quand Jerry lui demande s'il s'agit de "Elsie", Miss Marple lui répondra que son murmure ressemblait plutôt à « Meghan ».
Lors d'une soirée avec les gens du village, après avoir brièvement embrassée Elsie Holland, Jerry s'avouera néanmoins pour de bon ses sentiments envers Meghan. Néanmoins, lorsqu'il se déclarera à la jeune femme, elle prétendra ne pas partager ses sentiments. Cette nuit-là, juste avant de retrouver Meghan, Jerry avait eu l'impression d'avoir vu une silhouette se glisser au Woman's Institut (où se trouve la machine à écrire surveillée), silhouette qui s'est enfuie avant que Jerry et l'inspecteur, planqué derrière une plante, ne puissent l'identifier. En dépit de ses soupçons envers la jeune fille, Meghan prétendra ne pas s'en être approchée.
Le lendemain, une nouvelle lettre de menaces est reçue dans le village : pour la première fois, c'est Elsie Holland qui est visée. La lettre l'accusant de se "vautrer dans le lit d'une morte" l'invitait à quitter le village au plus vite pour ne pas finir comme Agnès. Alors que Jerry et sa sœur en discutaient chez les Griffith avec Dickie Symmingthon, l'inspecteur fait irruption et arrête Aimée : il l'a vue la nuit précédente se servir de la machine à écrire du Women's Institut pour rédiger l'enveloppe de la lettre de menace envoyée à Elsie.
Mise au courant de l'arrestation, Miss Marple ne croie pourtant pas un seul instant à sa culpabilité. Bien qu'elle admette qu'Aimée puisse effectivement avoir été vue en train d'écrire la lettre d'Elsie, elle se refuse à la croire responsable des autres morts et ce, même quand Jerry l'informe que la police a entretemps trouvé des brouillons d'autres lettres du corbeau cachés dans son cagibi sous l'escalier de chez elle. Pour elle, accuser Aimee est une erreur. Refusant d'en dire plus, Miss Marple les quitte. Alors qu'il la prend plus ou moins en filature, intrigué, Jerry la voit échanger quelques mots avec Meghan avant de se rendre au commissariat. Troublé, il en déduit alors que Miss Marple a des preuves de la culpabilité de Meghan, cherche à confondre la jeune fille mais se heurte à un mur.

### Révélations finales
Alors que Jerry se réfugie dans l'alcool, Meghan entreprend de découvrir l'identité du véritable coupable.
Trouvant son beau-père dans son bureau avec Elsie Holland, la jeune fille demande à lui parler en tête à tête avant de le faire chanter en prétendant l'avoir vu trafiquer les médicaments de sa mère le jour de son prétendu suicide. Quoique qualifiant ses accusations de ridicules et de tenir de la folie, Dickie Symmingthon signe un chèque afin d'acheter son silence. La nuit même, après avoir drogué le verre de lait de sa belle-fille, il tentera de maquiller son meurtre en lui mettant la tête dans le four, le gaz ouvert.
Heureusement, alors que la fin de Meghan semble proche, la police débarque accompagnée de Jerry (ce dernier ayant écouté les arguments de sa sœur qui ne croyait pas une seule seconde en la culpabilité de Meghan). Grâce à cette tentative de meurtre, l'inspecteur peut à présent arrêter Dickie Symmingthon pour le meurtre d'Agnès, Mona et sa tentative de meurtre envers Meghan. Quant à Jerry, il coupe rapidement le gaz et sauve la jeune femme.
Le coupable sous les barreaux, Miss Marple révèle aux Burton et aux Calthrop les dessous de cette affaire :
En fait, il n'y a jamais vraiment eu de lettres. S'inspirant de l'incident du corbeau qui avait sévi dans le Nord et dont il avait autrefois eu connaissance en allant voir ses amis les Griffith, Dickie Symmingthon avait écrit des lettres afin de détourner les soupçons et multiplier les suspects. Se rendant régulièrement au cottage d'Emily Barton pour lui donner des conseils d'investissements, il avait saisi l'occasion d'arracher les pages de quelques livres de sa bibliothèque. Les lettres n'étant qu'un écran de fumé, il fallait donc se concentrer sur le seul véritable évènement digne d'intérêt : la mort de Mona Symmingthon. En effet, Dickie avait très bien compris que si sa femme venait à mourir, il serait suspecté en premier en tant que mari. Il avait donc écrit le plus de lettres possibles, certaines évoquant des allusions ridicules, d'autres tutoyant par inadvertance la vérité (comme celle du Colonel Appleton qui s'était suicidé après avoir reçu une lettre évoquant sa lubricité, le vieil homme ayant débuté une aventure homosexuelle avec Cardew Pye) ; tout cela afin de mêler le plus de personnes à l'affaire. Il avait tapé toutes les enveloppes avec la machine à écrire de son cabinet puis avait offerte cette dernière à l'Institut des Femmes afin qu'elle soit mise à disposition de tous. Voilà pourquoi, il avait dû rectifier le nom sur la lettre envoyée à Joanna, sachant qu'il l'avait originellement tapée avant de savoir que les Burton viendraient séjourner au cottage de Miss Barton.
Son mobile était simple : il était tombé amoureux de la jolie Elsie Holland, la gouvernante de ses deux fils. Son but dès le début avait donc été de tuer sa femme. Le jour de la mort de cette dernière, il avait trafiqué ses médicaments en mettant du cyanure dans les pilules qu'elle serait certainement amené à prendre. Puis à son retour du travail, il était monté dans la chambre de sa femme et avait modifié la scène du crime pour faire croire à son suicide : déposant dans la cheminée une lettre du corbeau qui pourrait expliquer son passage à l'acte et en mettant du cyanure dans le fond de son verre pour faire croire qu'elle l'avait bu de son plein gré et ainsi éloigner les soupçons des médicaments trafiqués. De plus, il avait déposé près du corps le mot " Ce n'est plus possible", arraché d'un ancien mot de sa femme et qu'il avait conservé sachant que sorti du contexte, cela pourrait faire penser à un mot de suicide (ce qui explique pourquoi Jerry avait été perturbé par le mot de sa propre sœur qui mentionnait la même expression "ce n'est plus possible"). Une personne qui se suicide n'écrit pas un mot sur un morceau de papier arraché à la va-vite.
Pour ce qui est d'Agnès qui était restée chez les Symmingthon au moment où la police pensait que Mona avait reçu la lettre du corbeau, la vérité était qu'elle n'avait en fait vu personne s'approcher de la maison. Voilà pourquoi, elle avait trouvé étrange que sa maîtresse puisse avoir reçu une lettre durant cette période (ce qui aurait pu éveiller les soupçons sur le fait que la lettre n'avait été ni postée, ni déposée directement par la trappe à lettre de la porte d'entrée, mais directement mise dans la cheminée par Dickie lorsqu'il était monté et avait soi-disant découvert le corps). Comprenant qu'elle savait quelque chose (il l'avait entendue téléphoner à Partridge), Dickie l'avait assassinée pour la faire taire.
Quant à la lettre reçue par Elsie Holland, elle ne provenait évidemment pas de Dickie, ce dernier s'étant dès le début révélé incapable d'écrire une lettre ordurière à la jeune femme dont il était tombé amoureux. Elle venait en fait bien d'Aimee Griffith, par jalousie, sachant que la vieille fille avait depuis toujours été amoureuse de l'ami de son frère. En apprenant que la police l'avait vue écrire la lettre d'Elsie, Dickie avait saisi cette occasion inespérée d'éloigner définitivement les soupçons de lui. Il avait caché des preuves incriminantes sous son escalier, espérant ainsi réussir à la faire définitivement accuser.
Une fois l'affaire close, Jerry est libre de quitter le petit village. Sa jambe est guérie, sa convalescence terminée. Sous les conseils avisés de Miss Marple, il tente une dernière fois de convaincre Meghan de son amour. Cette dernière tentative finit par aboutir et le couple s'embrasse. De son côté, Joanna décide de rester un peu à Lymstock afin de découvrir si elle peut devenir une femme de médecin et épouser Owen Griffith.

## Fiche technique
- Titre français : La Plume Empoisonnée
- Titre original : The Moving Finger
- Réalisation : Tom Shankland
- Scénario : Kevin Elyot, d'après le roman La Plume empoisonnée (1942) d'Agatha Christie
- Décors : Claire Nia Richards
- Costumes : Frances Tempest
- Directeur de la Photographie : Cinders Forshaw
- Montage : Tim Murrell
- Musique : Dominik Scherrer
- Casting : Susie Parriss
- Production : Rob Harris
- Production déléguée : David Campbell-Bell, Kate Stannard
- Sociétés de production : Granada, WGBH Boston et Agatha Christie Ltd.
- Durée : 93 minutes
- Pays d'origine :  Royaume-Uni
- Langue originale : anglais
- Genre : Policier
- Ordre dans la série : 6e épisode de la série - (2e épisode de la saison 2)
- Première diffusion :
  -  Royaume-Uni,  États-Unis : 12 février 2006 sur le réseau d'ITV